# الکسیس گری لاوسون
الکسیس گری لاوسون (انگلیسی: Alexis Gray-Lawson؛ زادهٔ ۲۱ آوریل ۱۹۸۷) بازیکن بسکتبال اهل ایالات متحده آمریکا است.
از باشگاه‌هایی که در آن بازی کرده‌است می‌توان به فینکس مرکوری اشاره کرد.
وی در مسابقات کشوری و بین‌المللی در مجموع برندهٔ ۱ مدال طلا شده‌است.